# Pletzen
Pletzen är ett berg i Österrike.   Det ligger i distriktet Murtal och förbundslandet Steiermark, i den östra delen av landet, 160 km sydväst om huvudstaden Wien. Toppen på Pletzen är 2 334 meter över havet, eller 225 meter över den omgivande terrängen. Bredden vid basen är 3,4 km. Pletzen ingår i Rottenmanner Tauern.
Terrängen runt Pletzen är kuperad åt sydväst, men åt nordost är den bergig. Närmaste större samhälle är Fohnsdorf, 15,6 km söder om Pletzen. 
I omgivningarna runt Pletzen växer i huvudsak blandskog. Runt Pletzen är det ganska glesbefolkat, med 42 invånare per kvadratkilometer.